# チョーター・ナーグプル高原

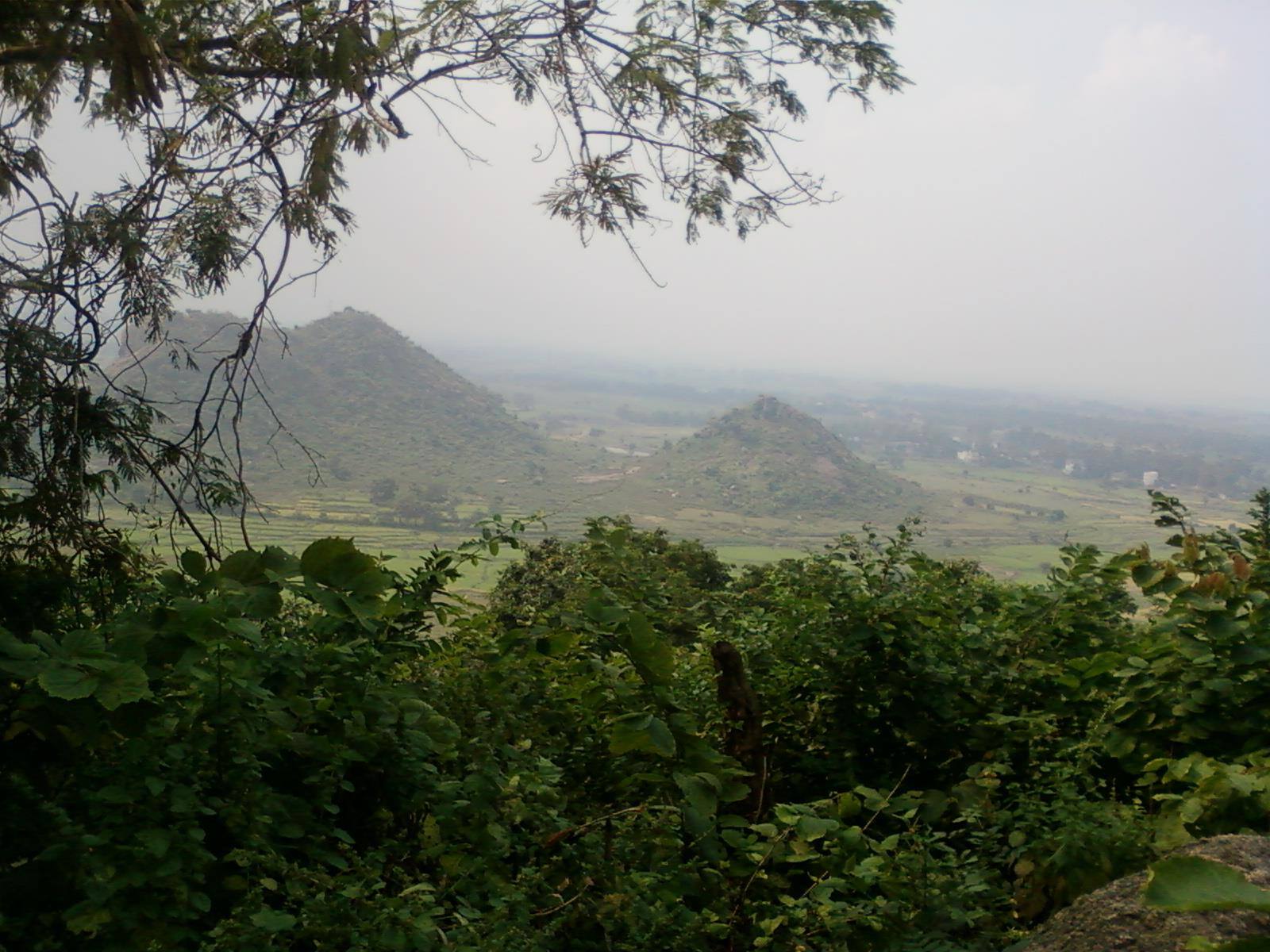
チョーター・ナーグプル高原の山々（西ベンガル州）

チョーター・ナーグプル高原（ヒンディー語：छोटा नागपुर पठार Chōṭā Nāgapura Paṭhāra、英語：Chota Nagpur Plateau）は、インド北東部の高原。ジャールカンド州を中心に、マディヤ・プラデーシュ州、チャッティースガル州、ビハール州、オリッサ州、西ベンガル州の州境にまたがっている。面積は65,000平方キロメートル (25,000 sq mi)。